# Mostek ładunkowy
Mostek ładunkowy – urządzenie stałe lub ruchome przeznaczone do wypełnienia przestrzeni między rampą załadowczą lub podobnymi powierzchniami przeładunkowymi a powierzchnią ładunkową pojazdu, która może znajdować się na różnych poziomach.